# Mahnwache

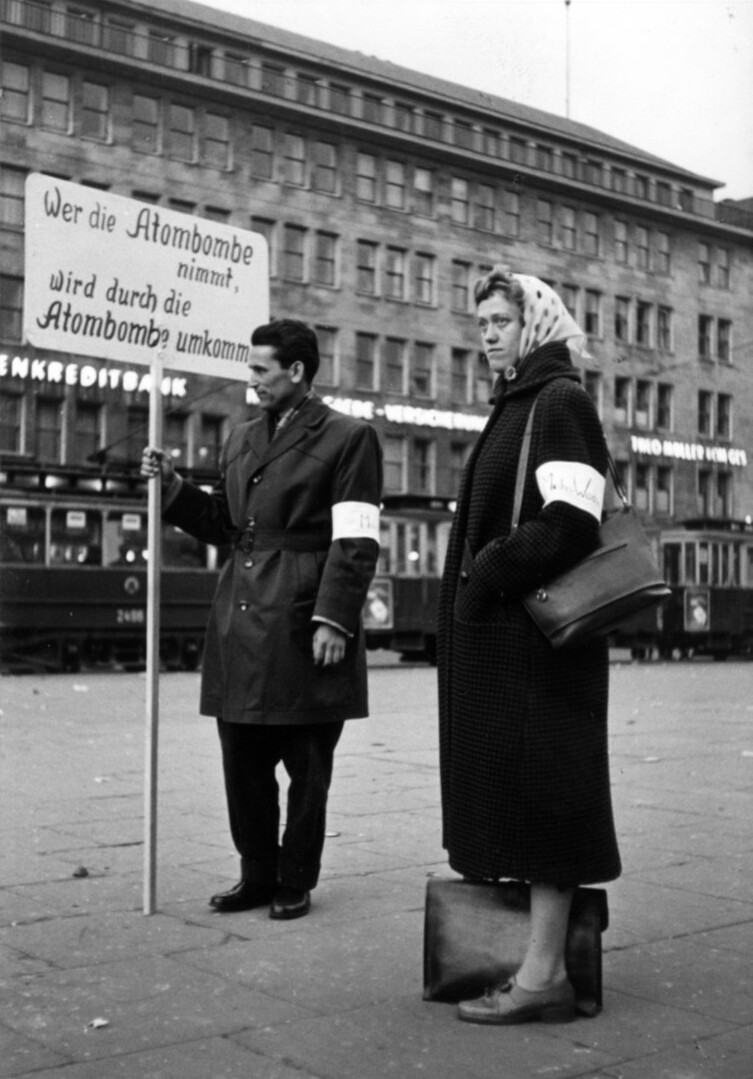
Erste Mahnwache in Deutschland (1958)

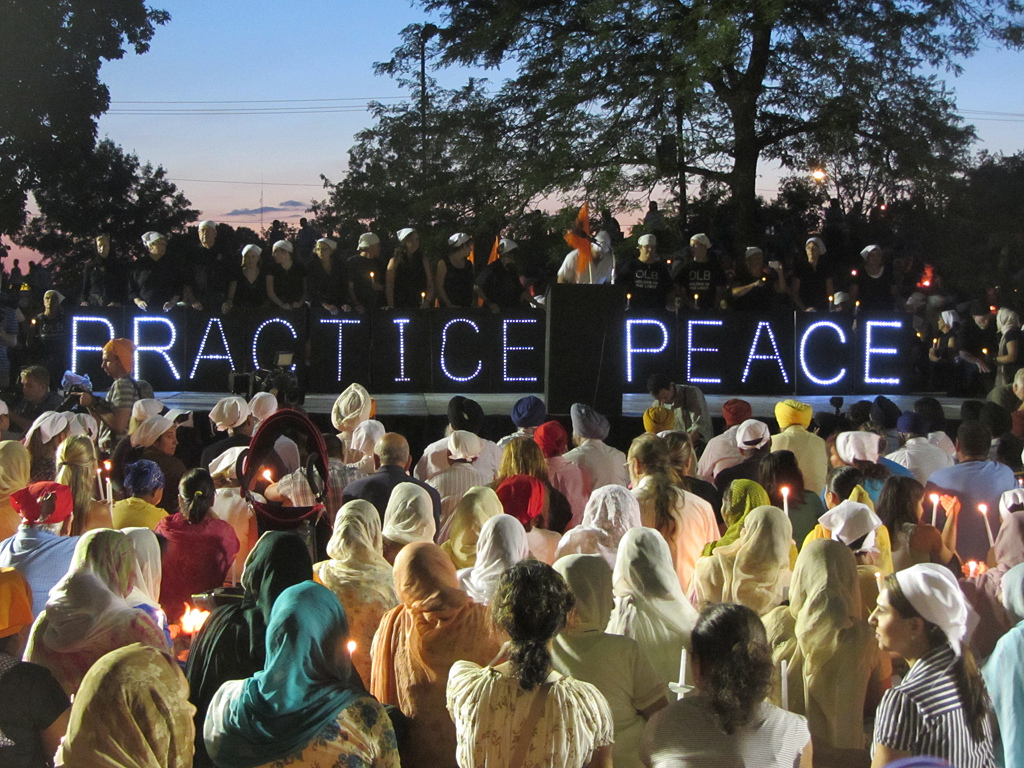
Mahnwache für Frieden (USA 2012)

Eine Mahnwache ist eine friedliche Demonstration, bei der auf eine als gesellschaftlichen Missstand wahrgenommene Situation hingewiesen werden soll.
Es handelt sich dabei um in der Regel längerfristige, meist schweigende Vorhaben von Gruppen. Diese Demonstrationsform zählt zu den 198 Methoden gewaltfreien Handelns. Der Begriff geht zurück auf das englische vigil und wurde 1958 im Aktionskreis für Gewaltlosigkeit durch den jungen Glasermeister Jürgen Grimm „erfunden“. Bereits 1917 wurde in Washington/USA eine mehrwöchige silent vigil durch die Frauenrechtsbewegung durchgeführt.
Mahnwachen erinnern häufig an traurige Ereignisse und finden in stiller Atmosphäre statt. Dennoch sind sie politisch motiviert oder wenden sich an die Öffentlichkeit, wodurch sie sich von einer Trauerveranstaltung unterscheiden.

## Geschichte

### Anfänge deutscher Mahnwachen
Die erste deutsche Mahnwache fand im Frühsommer 1958 vor dem Hamburger Rathaus im Anschluss an die – vom DGB/SPD-Ausschuss „Kampf dem Atomtod“ organisierte – größte Demonstration der Nachkriegsgeschichte mit weit über 120.000 Teilnehmern statt. Durch sie protestierte der kleine Hamburger Aktionskreis für Gewaltlosigkeit (Mitglieder der WRI) 14 Tage und Nächte gegen die geplante Atombewaffnung. Aus England kamen zu dieser Mahnwache die WRI-Aktivistinnen April Carter und Pat Arrowsmith, aus USA WRI-Ratsmitglied Bayard Rustin.

### Mahnwachen in der DDR
Mahnwachen wurden Ende der 1980er Jahre zu einer entscheidenden Protestform gegen die Politik der SED. Als das Ministerium für Staatssicherheit im November 1987 Mitarbeiter der Ost-Berliner Umwelt-Bibliothek verhaftete, protestierten DDR-Oppositionelle binnen weniger Stunden mit einer ununterbrochenen Mahnwache an der Zionskirche, bis alle Verhafteten wieder freigelassen wurden. Die Mahnwache wurde in den Medien der DDR diffamiert.
Nachdem am 11. September 1989 auf dem Leipziger Nikolaikirchhof Demonstranten verhaftet worden waren, unter denen sich die Bürgerrechtlerin Katrin Hattenhauer befand (vgl. auch Friedliche Revolution (Leipzig)), begann am 2. Oktober 1989 eine ständige Mahnwache an der Ost-Berliner Gethsemanekirche, die bald zu einem Kristallisationspunkt der Friedlichen Revolution wurde. Gefordert wurde die Freilassung der „zu Unrecht Inhaftierten“ sowie Presse- und Meinungsfreiheit.

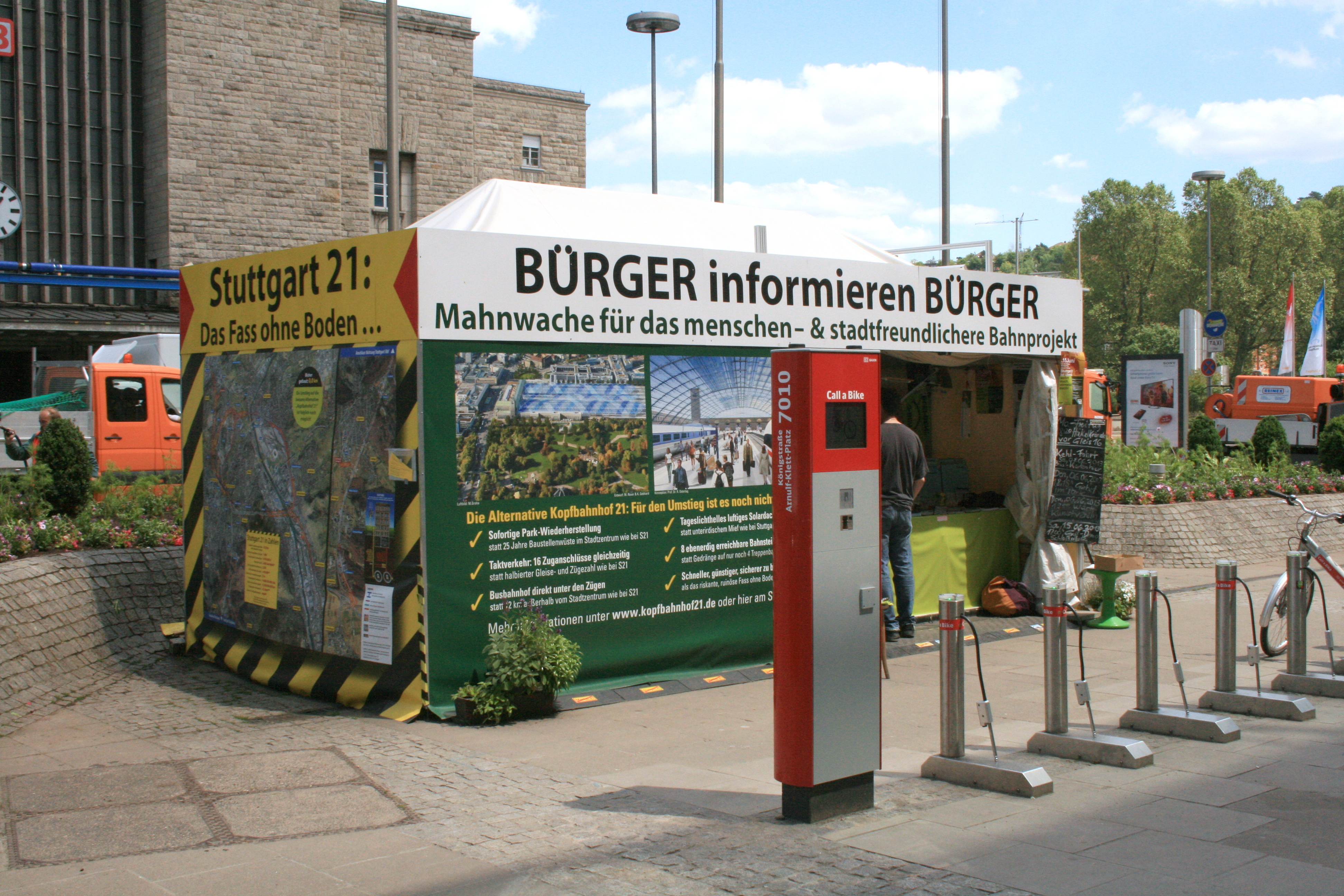
Mahnwache gegen das Bahnprojekt Stuttgart 21

## Nach 2000
Mahnwachen finden etwa wegen rassistischer Morde, Krieg aber auch wegen gesellschaftlicher sowie politischer Missstände statt. Beispielsweise:
- 2005 die Mahnwache für Hatun Sürücü, die von ihrem jüngsten Bruder ermordet wurde, nachdem sie sich einer Zwangsehe widersetzen wollte.
- Die Leipziger Mahnwachen für zwei Ende Januar 2006 im Irak verschleppte Ingenieure einer sächsischen Firma für Anlagenbau, die der Nikolaikirchenpfarrer Christian Führer mitinitiiert hatte und bis zur Freilassung der beiden Männer Anfang Mai aufrechterhielt.
- Im G8-Gipfel in Heiligendamm 2007 wurden in Zaunnähe Mahnwachen aufgestellt, jedoch durften an diesen nur maximal 50 Leute verweilen.[10]
- In der zweiten Hälfte des Jahres 2007 wurden von Sascha Weiss Mahnwachen organisiert, um auf das Schicksal seines minderjährigen Bruders Marco aufmerksam zu machen. Dieser war in der Türkei monatelang in U-Haft gehalten worden, ohne dass das Verfahren gegen ihn nennenswert vorangekommen wäre. Letztlich wurde er ohne Auflagen freigelassen und konnte in seine Heimat zurückkehren.[11]
- Im Rahmen des Widerstands gegen das Bahnprojekt Stuttgart 21 steht seit dem 17. Juli 2010 eine Mahnwache am Stuttgarter Hauptbahnhof. Zunächst 2 Wochen lang am Nordflügel, dann am Nordausgang des Bahnhofs, seit dem 28. April 2012 an der Ecke Arnulf-Klett-Platz/Königstraße. Sie ist seit Beginn durchgehend und rund um die Uhr besetzt. Am 15. August 2020 feierte diese Mahnwache ihre Wiedereröffnung nach einigen Monaten Corona-Krisen-bedingter Zwangspause, nebst dem 10-jährigen Jubiläum vier Wochen zuvor.[12][13] Die Folge vom 29. Januar 2019 der Satiresendung Die Anstalt brachte eine Hommage an diese Mahnwache: „Ihr habt gar nichts erreicht. Ihr habt nur Recht. Sonst nichts. […] Ja, ihr habt die Experten. […] Haltet durch, denn ihr habt noch nichts erreicht.“[14][15]
- Infolge des Tōhoku-Erdbebens im Jahr 2011 und dem damit verbundenen Atomunfall im Kernkraftwerk Fukushima Daiichi in Japan, fanden in Deutschland am 14. März in mehr als 450 Orten bundesweit Mahnwachen für die Abschaltung der deutschen Kernkraftwerke statt.[16]
- Seit 2014 gibt es in Deutschland die Mahnwachen für den Frieden, bei denen Beobachter antiamerikanische, antisemitische, rechtsextreme und verschwörungsideologische Tendenzen kritisierten.
- 2015: Nach den Terroranschlägen auf Charlie Hebdo vor der Hauptwache in Frankfurt unter dem Motto Je suis Charlie[17] und eine ebensolche Mahnwache namens Je suis juif[18] initialisiert von der deutschen jüdischen Mitbürgerin und Rechtsanwältin Elishewa Patterson,  Vorsitzende des Jüdischen Kulturvereins Ostend (Frankfurt am Main).

- Seit 2016 finden insbesondere in Berlin Mahnwachen für getötete Radfahrende und andere Verkehrsteilnehmende statt. Ursprünglich von der Initiative Volksentscheid Fahrrad angestoßen, werden die Mahnwachen nun von dessen Trägerverein Changing Cities e. V. veranstaltet.[19] Der ADFC Berlin stellt ein Geisterrad für die getöteten Radfahrenden auf. Für getötete Fußgänger und Fußgängerinnen stellt Changing Cities e. V. gemeinsam mit dem VCD sowie dem FUSS e. V. eine Figur auf.[20][21] Inzwischen werden die Mahnwachen auch in weiteren Städten abgehalten.[22][23] Sie dienen dazu, Getötete im Straßenverkehr nicht länger als Kollateralschaden hinzunehmen und an die Vision Zero zu erinnern.[24]

- Seit 2017 finden europaweite Veranstaltungen der Weidetierhalter statt, die sich um Mahn- und Solidarfeuer versammeln und die Einführung eines aktiven Wolfsmanagements fordern.[25][26][27][28][29][30][31][32][33]